# Rick Ross

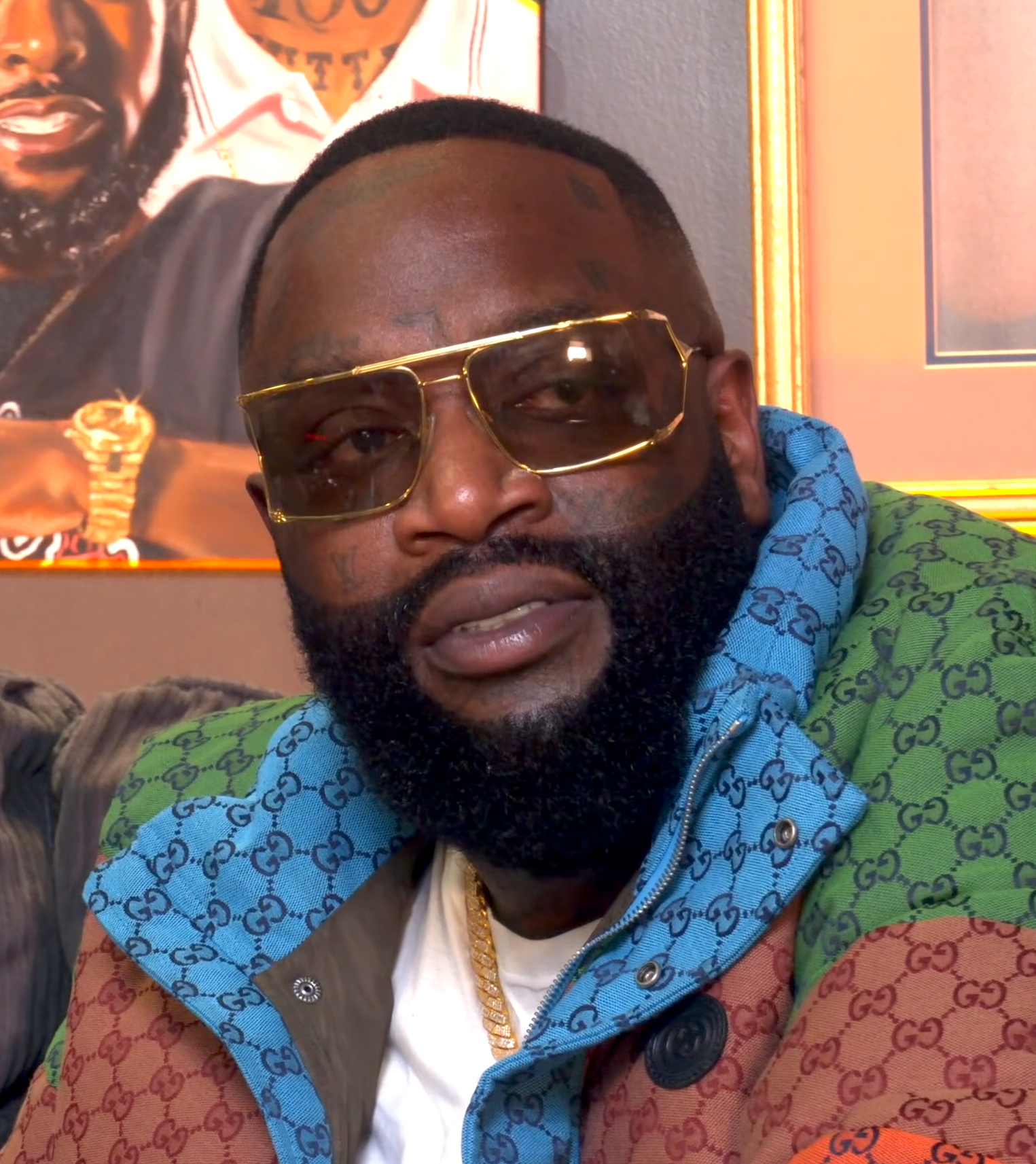
Rick Ross (2018)

Rick Ross (* 28. Januar 1976 in Coahoma County, Mississippi; auch Rick Ro$$ oder Ricky Rozay, eigentlich William Leonard Roberts II) ist ein US-amerikanischer Rapper. Zusammen mit Trina und Trick Daddy bildet er das Rap-Label Slip’N’Slide. Der Name Rick Ross ist abgeleitet von Ricky „Freeway“ Ross, einem bekannten Crackdealer, der in den 1980er und 1990er Jahren in Los Angeles lebte.

## Biografie

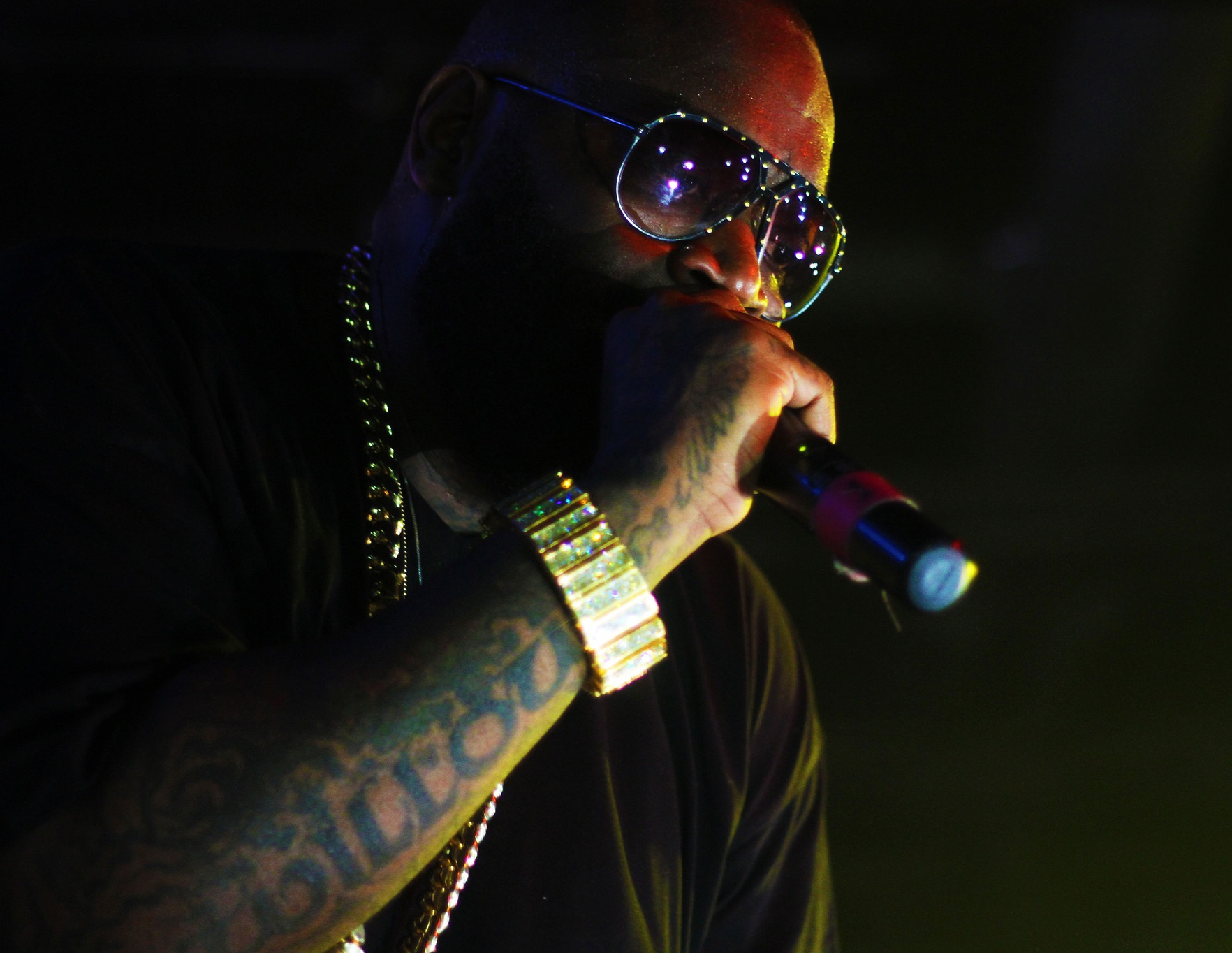
Ross auf einer Tour zu seinem Album Mastermind (2014)

Rick Ross wuchs in Carol City in Florida auf, wo er auch die High School besuchte. Nach dem erfolgreichen Abschluss im Frühjahr 1994 ermöglichte ihm ein Footballstipendium ein Studium an der Albany-State-Universität in Georgia, wo er Strafrecht studierte. Nach einem Jahr brach er das Studium ab und bewarb sich als Justizvollzugsbeamter. Die nächsten 18 Monate bis zum Juni 1997 arbeitete er als Gefängniswärter im South Florida Reception Center in Miami-Dade County.
Mitte der 1990er Jahre gründete Ross die Rap-Gruppe Carol City Cartel, die kurz bei Suave House Records und schließlich bei Slip ’N’ Slide unter Vertrag war. Anfang 2000 verschaffte er sich vor allem durch Gastauftritte bei den Veröffentlichungen seiner Labelkollegen und als Live-Unterstützung von Trick Daddy einen Namen. Erst 2006 veröffentlichte er erstmals eigenes Material, womit er unter anderem die Aufmerksamkeit von Sean „Diddy“ Combs’ Label und Def Jam Recordings erregte. Bei letzterem unterschrieb er einen Vertrag und brachte dort die Single Hustlin heraus. Diese erreichte im Mai 2006 Platin-Status. Am 8. August 2006 erschien sein Debütalbum Port of Miami in den USA, das direkt auf Platz eins der US-Albumcharts landete. Auf dem Album sind Features von u. a. Young Jeezy, Akon, Jay-Z, Lil Wayne und Trick Daddy. Bis 2006 hatte Ross mehrere Mixtapes mit diversen bekannten DJs produziert und kümmerte sich nun um die Sängerin Ashley Ross aus Miami.
Im Januar 2008 wurde er von der Polizei in Florida wegen des verdeckten Tragens einer Waffe und des Besitzes von einer kleinen Menge Cannabis verhaftet.
Im März 2017 erschien sein 9. Studioalbum Rather You Than Me, welches in den Vereinigten Staaten auf Platz 3 der Charts stieg.

## Kontroverse
Im 2013 veröffentlichten Song U.O.E.N.O. des Rappers Rocko ist Rick Ross als Gast zu hören. In seinem Rap thematisiert er Kritikerstimmen zufolge ein selbst verübtes Date Rape. Nach Protesten kündigte der Sportartikelhersteller Reebok trotz einer Entschuldigung von Ross und dessen Beteuerungen, dass mit den Zeilen nicht auf eine Vergewaltigung angespielt werde, einen Werbevertrag mit dem Rapper. Rocko veröffentlichte des Weiteren einen Remix des Songs, in dem Ross’ Vers durch einen Gastbeitrag von Wiz Khalifa ersetzt wurde.

## Diskografie

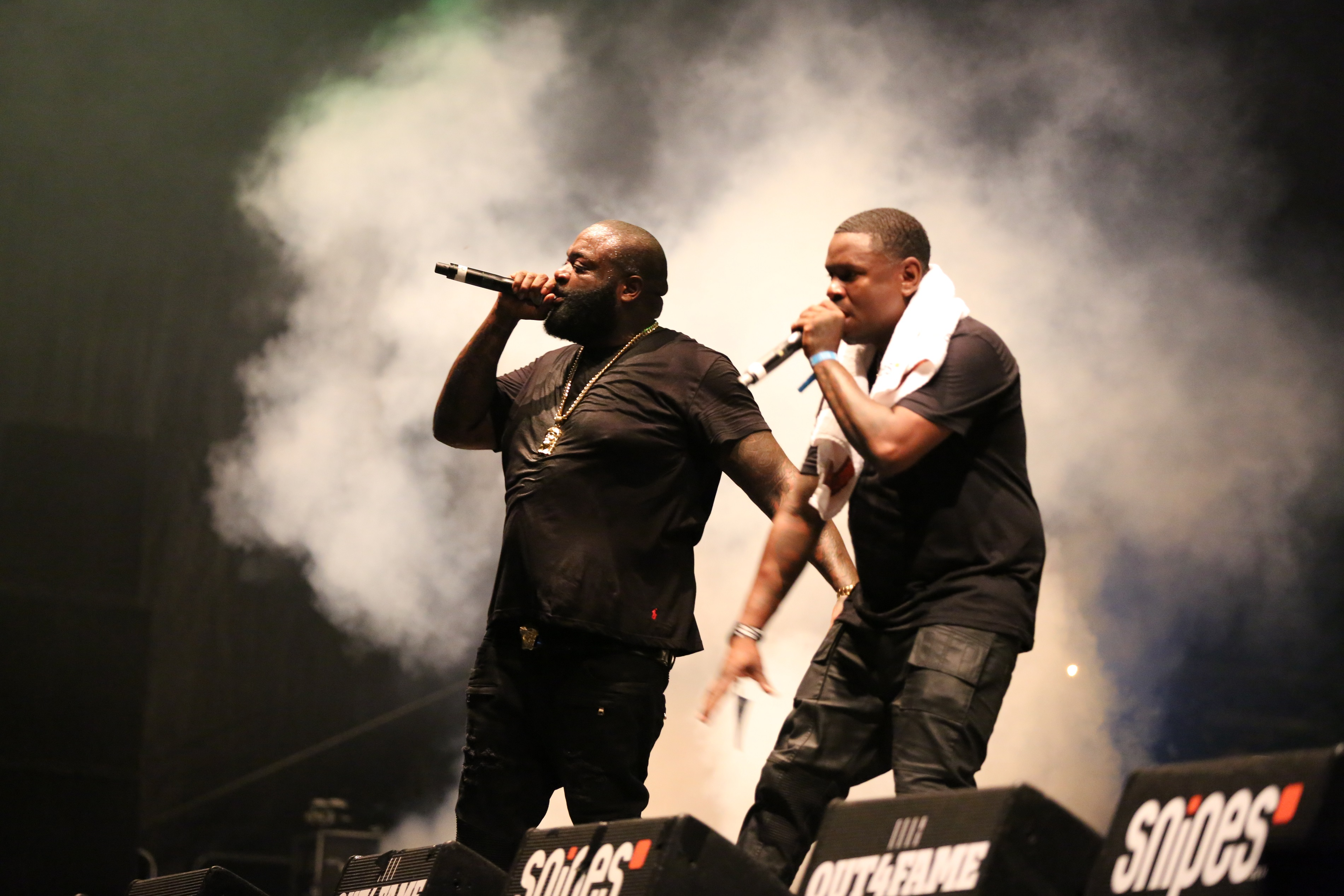
Ross beim Out4Fame-Festival 2016

Studioalben

| Jahr | Titel                   | Höchstplatzierung, Gesamtwochen, AuszeichnungChartplatzierungen (Jahr, Titel, Platzierungen, Wochen, Auszeichnungen, Anmerkungen) | Höchstplatzierung, Gesamtwochen, AuszeichnungChartplatzierungen (Jahr, Titel, Platzierungen, Wochen, Auszeichnungen, Anmerkungen) | Höchstplatzierung, Gesamtwochen, AuszeichnungChartplatzierungen (Jahr, Titel, Platzierungen, Wochen, Auszeichnungen, Anmerkungen) | Höchstplatzierung, Gesamtwochen, AuszeichnungChartplatzierungen (Jahr, Titel, Platzierungen, Wochen, Auszeichnungen, Anmerkungen) | Höchstplatzierung, Gesamtwochen, AuszeichnungChartplatzierungen (Jahr, Titel, Platzierungen, Wochen, Auszeichnungen, Anmerkungen) | Anmerkungen                                                 |
| Jahr | Titel                   | DE | AT | CH | UK | US | Anmerkungen                                                 |
| ---- | ----------------------- | --- | --- | --- | --- | --- | ----------------------------------------------------------- |
| 2006 | Port of Miami           | — | — | — | — | US1 Platin · (24 Wo.)US | Erstveröffentlichung: 26. August 2006 Verkäufe: + 1.000.000 |
| 2008 | Trilla                  | — | — | — | — | US1 Gold · (29 Wo.)US | Erstveröffentlichung: 29. März 2008 Verkäufe: + 500.000     |
| 2009 | Deeper Than Rap         | — | — | — | — | US1 (21 Wo.)US | Erstveröffentlichung: 9. Mai 2009                           |
| 2010 | Teflon Don              | — | — | — | — | US2 Gold · (45 Wo.)US | Erstveröffentlichung: 7. August 2010 Verkäufe: + 500.000    |
| 2012 | God Forgives, I Don’t   | — | — | CH33 (3 Wo.)CH | UK8 (3 Wo.)UK | US1 Gold · (23 Wo.)US | Erstveröffentlichung: 30. Juli 2012 Verkäufe: + 500.000     |
| 2014 | Mastermind              | DE89 (1 Wo.)DE | — | CH20 (2 Wo.)CH | UK11 (4 Wo.)UK | US1 (22 Wo.)US | Erstveröffentlichung: 28. Februar 2014                      |
| 2014 | Hood Billionaire        | — | — | — | UK61 (1 Wo.)UK | US6 (10 Wo.)US | Erstveröffentlichung: 24. November 2014                     |
| 2015 | Black Market            | — | — | — | — | US6 (13 Wo.)US | Erstveröffentlichung: 4. Dezember 2015                      |
| 2017 | Rather You Than Me      | — | — | CH37 (1 Wo.)CH | UK29 (1 Wo.)UK | US3 (17 Wo.)US | Erstveröffentlichung: 17. März 2017                         |
| 2019 | Port of Miami 2         | — | — | CH39 (1 Wo.)CH | UK18 (1 Wo.)UK | US2 (11 Wo.)US | Erstveröffentlichung: 9. August 2019                        |
| 2021 | Richer Than I Ever Been | — | — | — | — | US22 (3 Wo.)US | Erstveröffentlichung: 10. Dezember 2021                     |